# Geneseo (Illinois)
Geneseo ist eine Stadt im Henry County im US-amerikanischen Bundesstaat Illinois. Bei der Volkszählung 2020 betrug die Einwohnerzahl 6.539. Geneseo liegt 20 Meilen östlich der Quad Cities, an der Kreuzung von Interstate 80, U.S. Highway 6 und Illinois State Route 82.

## Geographie

### Geographische Lage
Geneseo liegt im Nordwesten von Illinois. Laut Daten des United States Census Bureau hat die Stadt eine Fläche von 11,39 Quadratkilometern. Gewässer bedecken davon lediglich 0,18 Prozent (0,02 Quadratkilometer).

### Klima
Das Klima in Geneseo ist kontinental (Dfa) mit heißen, schwülen Sommern und kalten, schneereichen Wintern. Die Jahresdurchschnittstemperatur beträgt 10,5 Grad Celsius, die jährliche Niederschlagsmenge 995 Millimeter im Mittel. Der kälteste Monat ist der Januar mit durchschnittlich −5,2 Grad Celsius, der wärmste Monat ist der Juli mit 24,1 Grad Celsius im Mittel.
Der meiste Niederschlag fällt im Mai mit durchschnittlich 124 Millimetern, der wenigste im Januar mit 42 Millimetern im Mittel. Insgesamt gilt das Wetter in Geneseo als wechselhaft. Vor allem im Frühjahr und Herbst weht oft ein starker Wind, zudem herrscht ganzjährig eine hohe Luftfeuchtigkeit.
|                        | Jan  | Feb  | Mär  | Apr  | Mai  | Jun  | Jul  | Aug  | Sep  | Okt  | Nov  | Dez  |   |       |
| Mittl. Temperatur (°C) | −5,2 | −2,7 | 3,9  | 10,6 | 17,0 | 22,3 | 24,1 | 22,8 | 18,8 | 11,9 | 4,3  | −2,1 | ⌀ | 10,5  |
| Mittl. Tagesmax. (°C)  | −0,7 | 2,1  | 9,4  | 16,8 | 23,2 | 27,8 | 29,8 | 28,6 | 25,1 | 17,8 | 9,3  | 2,2  | ⌀ | 16    |
| Mittl. Tagesmin. (°C)  | −9,7 | −7,4 | −1,5 | 4,4  | 10,9 | 16,4 | 18,4 | 17,2 | 12,5 | 6,1  | −0,7 | −6,4 | ⌀ | 5,1   |
|                        |      |      |      |      |      |      |      |      |      |      |      |      |   |       |
| Niederschlag (mm)      | 42   | 46   | 69   | 101  | 124  | 112  | 105  | 104  | 91   | 82   | 65   | 54   | Σ | 995   |
|                        |      |      |      |      |      |      |      |      |      |      |      |      |   |       |
| Regentage (d)          | 8,4  | 7,2  | 9,3  | 10,6 | 12,0 | 10,2 | 8,1  | 9,0  | 7,7  | 8,6  | 8,2  | 8,3  | Σ | 107,6 |

| −9,7 |

| −7,4 |

| −1,5 |

| 4,4 |

| 10,9 |

| 16,4 |

| 18,4 |

| 17,2 |

| 12,5 |

| 6,1 |

| −0,7 |

| −6,4 |

| −9,7 |

| −7,4 |

| −1,5 |

| 4,4 |

| 10,9 |

| 16,4 |

| 18,4 |

| 17,2 |

| 12,5 |

| 6,1 |

| −0,7 |

| −6,4 |

## Geschichte
Geneseo wurde 1836 als christliche Kolonie von sieben Familien der kongregationalistischen Konfession aus Geneseo (New York) und Bergen (New York) gegründet, um eine „Kirche in der Wildnis“ zu gründen. Roderick R. Stewart, eines der Gründungsmitglieder der Stadt, benannte die Stadt Geneseo nach der Herkunftsstadt der Siedler in New York. Der Name „Geneseo“ ist eine Variation des irokesischen Wortes Genesee und bedeutet „leuchtendes Tal“ oder „schönes Tal“.
Die Bahnstrecke Chicago–Rock Island der Chicago, Rock Island and Pacific Railroad, auch bekannt als Rock Island Line, wurde 1850 über Geneseo projektiert. Der Streckenabschnitt mit dem Bahnhof Geneseo wurde am 19. Dezember 1853 fertig gestellt.
Das Geneseo Historical Museum wurde im März 1972 gegründet war 25 Jahre lang in einem gemieteten Gebäude untergebracht. Am 1. November 1996 erwarb die Geneseo Historical Association ein eigenes Haus und eröffnete es im Juni 1998 für die Öffentlichkeit.
Im August 2015 wurde in Geneseo ein Solarpark für ca. 2,5 Mio. USD gebaut. Die Nennleistung der Anlage beträgt 1.233 Megawatt Gleichstrom.

## Demografie
Nach der Volkszählung im Jahr 2020 lebten in Geneseo 6.539 Menschen in 3.122 Haushalten. Die Bevölkerungsdichte betrug 537 Einwohner pro Quadratkilometer. In den 3.122 Haushalten lebten statistisch je 2,09 Personen.
Ethnisch betrachtet setzte sich die Bevölkerung zusammen aus 92,5 Prozent Weißen, 0,5 Prozent Afroamerikanern, 0,2 Prozent amerikanischen Ureinwohnern, 1,6 Prozent Asiaten sowie aus anderen ethnischen Gruppen; 5,4 Prozent stammten von zwei oder mehr Ethnien ab. Unabhängig von der ethnischen Zugehörigkeit waren 3,2 Prozent der Bevölkerung spanischer oder lateinamerikanischer Abstammung.
23,2 Prozent der Bevölkerung waren unter 18 Jahre alt, 50,5 Prozent waren zwischen 18 und 64 und 26,3 Prozent waren 65 Jahre oder älter. 53,7 Prozent der Bevölkerung war weiblich.
Das jährliche Durchschnittseinkommen eines Haushalts lag bei 59.327 USD. Das Pro-Kopf-Einkommen betrug 35.192 915 USD. 6,4 Prozent der Einwohner lebten unterhalb der Armutsgrenze.

## Verkehr
Durch Geneseo führt die Illinois State Route 82 sowie der Highway 6. Weiterhin ist Geneseo über die Interstate 80 an das Fernstraßennetz der USA angeschlossen.
Der durch Geneseo führende Abschnitt der Bahnstrecke von Chicago nach Rock Island wurde nach der Insolvenz ihres ursprünglichen Betreibers in den frühen 1980er-Jahren zunächst von der Iowa Railroad übernommen. Seit 1984 ist die Iowa Interstate Railroad (IAIS) der Betreiber der Strecke, die seit Ende 1978 ausschließlich im Güterverkehr genutzt wird.

## Söhne und Töchter der Stadt
- Agnes Meyer Driscoll (1889–1971), Kryptoanalytikerin